# Paul Bebey
Pour les articles homonymes, voir Bebey.
Paul Rolland Bebey Kingué est un footballeur international camerounais né le 9 novembre 1986.

## Biographie
Il joue la Coupe de la confédération en 2008 avec le club des Astres.
Il participe ensuite aux Jeux olympiques d'été de 2008 avec la sélection camerounaise.
En janvier 2009, il passe des essais non concluants au Stade tunisien.

## Carrière
- 2006-2008 :  Douala AC
- 2008-2009 :  Les Astres FC
- 2009-oct.2009 :  Gaziantep BB
- 2009-2011 :  Les Astres FC
- jan. 2012-2012 :  FC Bleid-Gaume
- 2012-déc. 2012 :  New Stars de Douala
- jan. 2013-mars 2015 :  Khayr Vahdat
- depuis mars 2015 :  Neman Grodno[1]

## Palmarès
- Finaliste de la Coupe du Cameroun en 2009 et 2010 avec Les Astres FC
- Finaliste de la Coupe du Cameroun en 2012 avec les New Stars de Douala
- 6 sélections